# Кастер (Південна Дакота)
Кастер (англ. Custer) — місто (англ. city) в США, в окрузі Кастер штату Південна Дакота. Населення — 1919 осіб (2020).

## Географія
Кастер розташований за координатами 43°46′0″ пн. ш. 103°35′59″ зх. д. / 43.76667° пн. ш. 103.59972° зх. д. (43.766732, -103.599636).  За даними Бюро перепису населення США в 2010 році місто мало площу 6,58 км², з яких 6,55 км² — суходіл та 0,03 км² — водойми. В 2017 році площа становила 5,94 км², уся площа — суходіл.

### Клімат
| Клімат : Кастер                   | Клімат : Кастер | Клімат : Кастер | Клімат : Кастер | Клімат : Кастер | Клімат : Кастер | Клімат : Кастер | Клімат : Кастер | Клімат : Кастер | Клімат : Кастер | Клімат : Кастер | Клімат : Кастер | Клімат : Кастер | Клімат : Кастер |
| Показник                          | Січ.            | Лют.            | Бер.            | Квіт.           | Трав.           | Черв.           | Лип.            | Серп.           | Вер.            | Жовт.           | Лист.           | Груд.           | Рік             |
| Абсолютний максимум, °C           | 20,0            | 20,0            | 22,2            | 28,9            | 32,2            | 36,1            | 37,8            | 35,6            | 36,1            | 29,4            | 24,4            | 20,0            | 37,8            |
| Середній максимум, °C             | 2,7             | 3,4             | 7,3             | 11,5            | 16,8            | 22,1            | 26,6            | 26,0            | 21,2            | 13,7            | 6,6             | 2,1             | 13,3            |
| Середня температура, °C           | −3,3            | −2,6            | 0,9             | 4,9             | 10,2            | 15,2            | 19,4            | 18,7            | 13,8            | 6,9             | 0,7             | −3,7            | 6,8             |
| Середній мінімум, °C              | −9,3            | −8,5            | −5,4            | −1,7            | 3,7             | 8,4             | 12,3            | 11,4            | 6,3             | 0,2             | −5,1            | −9,4            | 0,2             |
| Абсолютний мінімум, °C            | −41,7           | −36,7           | −34,4           | −22,2           | −15             | −7,2            | −1,1            | −5,6            | −13,3           | −20,6           | −31,7           | −38,3           | −41,7           |
| Норма опадів, мм                  | 8               | 17              | 26              | 52              | 91              | 72              | 70              | 59              | 42              | 37              | 15              | 9               | 498             |
| Днів з опадами                    | 3,4             | 4,9             | 6,2             | 9,0             | 13,4            | 12,4            | 11,0            | 9,6             | 8,0             | 6,5             | 4,3             | 3,6             | 92,3            |
| Днів зі снігом                    | 3,7             | 5,7             | 5,7             | 3,9             | 0,5             | 0               | 0               | 0               | 0,3             | 2,0             | 3,9             | 3,7             | 29,4            |
| --------------------------------- | --------------- | --------------- | --------------- | --------------- | --------------- | --------------- | --------------- | --------------- | --------------- | --------------- | --------------- | --------------- | --------------- |
| Джерело: NOAA (1981-2010 Normals) |                 |                 |                 |                 |                 |                 |                 |                 |                 |                 |                 |                 |                 |

## Демографія
Згідно з переписом 2010 року, у місті мешкало 2067 осіб у 956 домогосподарствах у складі 535 родин. Густота населення становила 314 осіб/км².  Було 1129 помешкань (172/км²).
Расовий склад населення:
| - 94,8 % — білих - 2,6 % — корінних американців - 0,5 % — чорних або афроамериканців - 0,2 % — азіатів |

До двох чи більше рас належало 1,4 %. Частка іспаномовних становила 2,6 % від усіх жителів.
За віковим діапазоном населення розподілялося таким чином: 21,2 % — особи молодші 18 років, 55,9 % — особи у віці 18—64 років, 22,9 % — особи у віці 65 років та старші. Медіана віку мешканця становила 47,5 року. На 100 осіб жіночої статі у місті припадало 91,7 чоловіків;  на 100 жінок у віці від 18 років та старших — 84,8 чоловіків також старших 18 років.
Середній дохід на одне домашнє господарство  становив 51 790 доларів США (медіана — 41 500), а середній дохід на одну сім'ю — 70 056 доларів (медіана — 55 156). За межею бідності перебувало 14,0 % осіб, у тому числі 15,3 % дітей у віці до 18 років та 14,0 % осіб у віці 65 років та старших.
Цивільне працевлаштоване населення становило 981 особа. Основні галузі зайнятості: освіта, охорона здоров'я та соціальна допомога — 26,5 %, мистецтво, розваги та відпочинок — 21,0 %, роздрібна торгівля — 10,5 %, будівництво — 9,1 %.